# 茨竹細粉蝨
茨竹細粉蝨（学名：Aleurotulus arundinacea）为粉蝨科細粉蝨屬下的一个种。